# Tristan Rain
Tristan Rain (* 17. Mai 1972 in Liestal) ist ein Schweizer Maler und Fotokünstler.

## Biografie
Tristan Rain ist in Liestal geboren und in Münchenstein aufgewachsen (Kanton Basel-Landschaft). Nach seiner Architekturausbildung (1989–1993) und dem Besuch der Kunstgewerbeschule Basel (1990–1993, Malerei, Fotografie, Kunstgeschichte) arbeitete er mit Architekten und Innenarchitekten in Münchenstein und Basel. Seit 1995 ist er in Paris als Künstler tätig. Sein Werk entsteht zwischen Paris, Berlin und Stockholm.

## Werk
Rain interessiert sich seit seiner Kindheit für Archäologie und für Kartografie und seine künstlerischen Werke verwenden oft archäologische sowie kartographische Konzepte. Er arbeitet in Form von zweiteiligen Werkgruppen, sogenannten Diptychen. Sie werden von einer stark reduzierten Farbpalette dominiert. In den monochrom scheinenden Farbflächen stehen labile, geometrische Konstruktionen aus metallfarbener Farbe. Es handelt sich um konzeptuelle Arbeiten bei denen ein versteckter Farbenreichtum erst langsam erschlossen werden kann. Er lässt Objekte oder Personen hinter einem Schleier vermuten. Der Künstler stellt seine Werke seit 1995 regelmässig in Galerien und Museen aus.